# Allysin Chaynes
Allysin Chaynes (pe numele real Andrea Kovacs; n. 11 februarie 1979) este o actriță porno de origine română.